# Gove Saulsbury

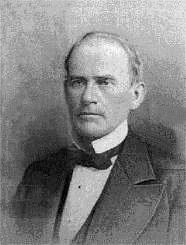

Gove Saulsbury (29 de maio de 1815 - 31 de julho de 1881) foi um médico e político norte-americano que foi governador do estado do Delaware, no período de 1865 a 1871, pelo Partido Democrata.